# 佐野助作
佐野 助作（さの すけさく、1844年（弘化元年7月）- 1910年（明治43年）9月21日）は、明治時代の政治家、実業家。自由民権運動家。衆議院議員（3期）。兵庫県津名郡洲本町長。

## 経歴
豪農・塩田猪助の七男として阿波徳島藩領津名郡、のちの兵庫県津名郡塩田村（津名町を経て現淡路市）に生まれ、13歳の時に同郡物部村（洲本町を経て現洲本市物部）の大庄屋・佐野又六の養嗣子となる。25歳の時、養父の死跡を相続し戸主となる。1871年（明治4年）津名郡第一区戸長となり、1873年（明治6年）津名郡区長に挙げられる。1875年（明治8年）職を辞し、一時民間に転じるが、1879年（明治12年）の府県会開設と共に兵庫県会議員に当選する。翌年以降、郡部会副議長、常置委員と務め1883年（明治16年）辞した。ほか、物部村長、同村会議員、津名郡会議員、同議長、洲本町長、津名郡水産会長、津名郡農会長、所得税調査委員、徴兵参事員などを歴任した。また、淡路紡績を創設し重役を務めた。
1890年（明治23年）7月の第1回衆議院議員総選挙では兵庫県第10区から出馬し当選。第2回、第3回総選挙でも当選し衆議院議員を通算3期務めた。自由党に属した。